# Пулис, Ингарс
Ингарс Пулис (латыш. Ingars Pūlis; род. 24 января 2001, Валмиера, Валмиерский район) — латвийский футболист, нападающий клуба «Валмиера».

## Карьера

### «Валмиера»
Воспитанник футбольного клуба «Валмиера». В 2018 году стал подтягиваться к играм с основной командой. Дебютировал за клуб 10 ноября 2018 года в матче против клуба «Елгава», выйдя на замену в самой концовке матча. Дебютный гол забил спустя 2 года в матче 29 ноября 2020 года против клуба «Метта», выйдя в стартовом матче и отыграв весь матч. В основном продолжал выступать за молодёжную команду клуба. За первые сезоны в клубе за основную команду сыграл лишь 5 матчей, в которых отличился единственным забитым голом. По итогу сезона 2021 года футболист вместе с клубом стал серебряным призёром чемпионата.

#### Аренда в «Метту»
В марте 2022 года отправился в аренду в рижский клуб «Метта». Дебютировал за клуб 13 марта 2022 года в матче против клуба «Ауда», выйдя на замену на 80 минуте. Дебютный гол за клуб забил 20 апреля 2022 года в матче против юрмальского «Спартака», сначала выйдя на замену на 80 минуте, а спустя 8 минут отличился взятием ворот. В матче 10 июля 2022 года против клуба «Саласпилс» в рамках Кубка Латвии записал на свой счёт дубль. Окончил сезон на 9 предпоследнем месте в турнирной таблице, отправившись в стыковые матчи. По итогу стыковых матчей против клуба «Гробиня» смогли сохранить прописку в высшем дивизионе. В первом стыковом матче 24 ноября 2022 года футболист отличился дублем. Всего за клуб провёл 39 матчей во всех турнирах, отличившись 8 голами. В декабре 2022 года покинул клуб.

#### Возвращение в «Валмиеру»
В начале 2023 года футболист стал готовиться к новому сезону с «Валмиерой». Первый матч в новом сезоне сыграл 11 марта 2023 года против клуба РФС, выйдя на замену на 95 минуте. Первый гол в сезоне забил 2 апреля 2023 года в матче против клуба «Ауда». В июле 2023 года футболист вместе с клубом отправился на квалификационные матчи Лиги чемпионов УЕФА. По итогу первого квалификационного раунда латвийский клуб проиграл словенской «Олимпии» и вылетел в квалификации Лиги конференций УЕФА, сам же футболист остался на скамейке запасных. Первый матч в рамках еврокубкового турнира сыграл 25 июля 2023 года против сан-маринского клуба «Тре Пенне». В третьем квалификационном раунде футболист вместе с клубом по сумме матчей уступил албанскому «Партизани» и выбыл из квалификаций еврокубкового турнира. Начиная со второй половины сезона футболист стал чаще оставаться на скамейке запасных. Вместе с клубом закончил сезон на итоговом четвёртом месте в чемпионате. Всего футболист за сезон отличился 3 забитыми голами.